# Charlie Chaplin

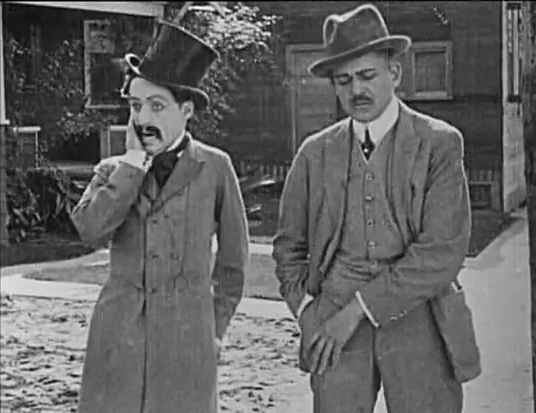
Charlie Chaplin i sin första film Charlie som reporter.

Charles Spencer "Charlie" Chaplin, KBE, född 16 april 1889 i distriktet Walworth i London, död 25 december 1977 i Vevey i Schweiz, var en brittisk skådespelare, komiker, regissör och tonsättare. Chaplins vanligaste rollfigur är "luffaren" som har svart plommonstop, käpp och en tandborstmustasch. Chaplin började sin bana med att följa i sina föräldrars fotspår som varietéartist.
Chaplins filmkarriär i USA började med en rad korta stumfilmer 1914. Han var 1919 med om att grunda filmbolaget United Artists. Han utvecklades till en av det tidiga Hollywoods stora stjärnor som till skillnad från många andra klarade övergången från stumfilm till ljudfilm. År 1932 träffade han skådespelerskan Paulette Goddard och föll för hennes skönhet och cyniska humor. De två gifte sig i hemlighet ute till havs 1936, samma år som filmen Moderna tider – där de spelade mot varandra – hade premiär. De spelade senare mot varandra även i Diktatorn. Det var hans tredje äktenskap och varade till 1942.
Chaplin vägrade att bli amerikansk medborgare. Han fick stora problem med 1950-talets McCarthyism och vägrades länge att lämna landet. När han så småningom fick resa ut, för ett Londonbesök vid premiären av Rampljus (1952), vägrades han inresevisum till USA. Det sägs att han redan under båtresan till England fick meddelandet att inget inresetillstånd var att vänta.
Efter Londonbesöket flyttade han till Schweiz och levde där med sin maka Oona O'Neill fram till sin död. Tillsammans med Oona fick han 8 barn, bland andra Geraldine Chaplin som sedermera blev en känd skådespelare. År 1975 blev Chaplin adlad i sitt födelseland. Chaplin skrev även musik och sånger till sina senare filmer. Den mest kända sången är "Smile" (från Moderna tider). År 1970 spelade han in nykomponerad musik till filmen Cirkus (1928) och 1973 fick han en Oscar för filmmusiken till filmen Rampljus (som inte fick amerikansk premiär förrän 1972). Han komponerade också en del annan musik, främst kammarmusik, som alltjämt spelas ibland. År 1972 fick han en heders-Oscar "för den omätbara inverkan han haft för att göra filmen till 1900-talets konstform".

## Biografi

### Barndom

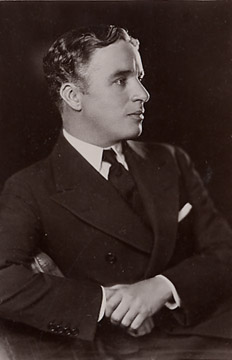
Charlie Chaplin omkring 1920.

Charlie Chaplin föddes den 16 april 1889 i East Street i Walworth i Southwark, London, enligt sin självbiografi (1964). Någon födelseattest för honom har dock aldrig hittats och det finns även uppgifter om att Chaplin föddes den 15 april. Hans föräldrar separerade redan 1891, innan han hade hunnit fylla tre år. Under sin uppväxttid levde han med sin mor Hannah på olika ställen i och runt omkring Kennington Road. Hans far, som var alkoholist och inte hade haft mycket kontakt med familjen efter separationen, dog när Charlie var tolv. Detta gjorde att han, liksom hans äldre halvbror Sydney Chaplin växte upp i ensam vårdnad av sin mor. Hannah Chaplin led av stora psykiska problem och togs in på vårdanstalten Cane Hill i Coulsdon. Familjen hade stora ekonomiska problem under flera perioder. Chaplin togs in på skolan Central London District School i Hanwell. De unga bröderna Chaplin lär ha varit mycket goda vänner och det krävdes för att de skulle överleva. De drogs till Music hall redan när de var i tonåren och båda visade sig vara talanger.
Chaplins mor dog 1928 i Hollywood, sju år efter att hon hade kommit till USA.

### På scenen
Charlie uppträdde första gången på en scen 1894, enligt sin självbiografi. Bara fem år gammal gjorde han ett oförberett framträdande på en teater i Aldershot, där han var stand in för sin mor som egentligen skulle ha spelat rollen. Som barn var han sängliggande i flera veckor på grund av en allvarlig sjukdom och på nätterna satt hans mor och berättade med mimik vad som hände utanför. Sitt första professionella arbete fick han när han gick med i The Eight Lancashire Lads, en danstrupp som uppträdde runt om i England. År 1900, när han var elva år gammal, hjälpte hans halvbror Sydney honom att få rollen som en komisk katt i Cinderella på London Hippodrome. År 1903 uppträdde han i Jim: A Romance of Cockayne, vilket följdes av rollen som tidningspojken Billy i Sherlock Holmes, en roll han spelade 1903–1906. Detta följdes av Caseys Court Circus och 1908 blev han komiker i Fred Karnos teatertrupp Fun Factory, där Chaplin efter kort tid blev truppens stjärna. Karnos trupp gjorde turnéer över stora delar av England och även i andra länder.

### Stumfilmstiden
Medan Chaplin uppträdde i Fred Karnos varietétrupp lär han inte haft några ambitioner om att spela film. Stumfilmernas popularitet hade dock växt blixtsnabbt under 1900-talets första år och när Chaplin under en turné i Amerika erbjöds ett jobb av filmbolaget Keystone Studios, som drevs av Mack Sennett i Hollywood, tackade han ja. Från början var Chaplins lön 150 $ per vecka, vilket var en ansenlig summa vid den tiden. Hans första film Chaplin som reporter (Making a Living; på svenska även känd som Chaplin som tidningsman och Chaplin som fotograf och Att få en existens) hade premiär på amerikanska biografer den 2 februari 1914. Filmen, som regisserats av Henry Lehrman, var en så kallad en-aktare, det vill säga att filmen endast bestod av en filmspole och därmed hade en speltid på ca. 10 minuter. Chaplin spelade en skurk med hög cylinderhatt. Det var i Chaplins andra film – Charlie vill fotograferas (Kid Auto Races at Venice), premiär den 7 februari 1914 – som han uppträdde som luffaren för första gången: figuren med svart plommonstop, stora byxor, käpp och liten mustasch. Även den här filmen var regisserad av Lehrman och hade speltid på några få minuter. Med endast några väldigt få undantag kom Chaplin att fortsätta spela luffaren till och med filmen Moderna tider 1936.
Chaplin medverkade i totalt 35 en- och två-akters filmer under 1914. Några få månader efter sin debut hade han även börjat regissera sina filmer, från och med De kvinnorna, de kvinnorna (Caught in the Rain) med premiär i maj 1914. Under året spelade han även den manliga huvudrollen i filmen Chaplins dollarbrud (Tillie's Punctured Romance), som regisserades av Mack Sennett och brukar betraktas som världens första längre komedifilm, med en speltid på över en timme. I början av 1915 lämnade Chaplin Keystone för att i stället göra sina filmer hos bolaget Essanay för en lön på (för den tiden) nästan otroliga 1 250 $ per vecka. Hos Essanay producerade Chaplin något färre filmer än hos Keystone, totalt 14 stycken, eftersom han blev alltmer fokuserad på att tänka kvalitet framför kvantitet. Från och med Essanay-filmerna skrev och regisserade han alla sina filmer själv. Här anställde han dessutom för första gången skådespelaren Edna Purviance som sedan kom att spela den kvinnliga huvudrollen i hans filmer under flera år, till och med 1923. I mars 1916 skrev Chaplin kontrakt med bolaget Mutual och producerade för dem tolv två-akters komedier som av många anses vara bland hans första riktigt stora verk med filmer som Pantbanken (The Pawnshop, 1916) och Lugna gatan (Easy Street, 1917).
Det var under tiden hos Essanay och Mutual som Chaplin först nådde internationell stjärnstatus. Chaplins komiska äventyr var oerhört populära hos den stora publiken samtidigt som han också beundrades stort av många kritiker, konstnärer och intellektuella personer. Kanske framför allt hyllades hans mimiska talang samt förmåga att kombinera slapstick med undertoner av patos.
När kontraktet hos Mutual utlöpte oktober 1917 skrev Chaplin på för bolaget First National där han för första gången fick full konstnärlig frihet med sin egen studio. Hans filmer fick från och med nu längre speltid men blev också något mer sällsynta. Under 1918 gjorde Chaplin tre filmer: tre-aktarna Ett hundliv (A Dog's Life) och På axel gevär (Shoulder Arms), den sistnämnde utspelade sig under första världskriget, samt den korta propagandafilmen The Bond som uppmanade amerikanerna att köpa krigsobligationer för att stödja de allierade under första världskriget. Efter filmerna På solsidan (Sunnyside) och Chaplin som gentlemannachaufför (A Day's Pleasure) (båda 1919) påbörjade Chaplin vad som slutligen blev hans första riktiga långfilm: Chaplins pojke (The Kid) vilken hade premiär januari 1921 och blev enormt hyllad och populär. Filmen handlar om att luffaren hittar ett bortlämnat spädbarn som han påtar sig att uppfostra i sin fattiga tillvaro. Filmen innehåller tydliga självbiografiska element hämtade från Chaplins uppväxt. Efter Chaplins pojke avslutade Chaplin sitt engagemang hos First National med två-aktarna Fåfäng gå (The Idle Class) (1921) och Charlie som toffelhjälte (Pay Day) (1922) samt den något längre Ulv i fårakläder (The Pilgrim) (1923).
När kontraktet hos First National gått ut kunde Chaplin äntligen börja arbeta för filmbolaget som han hade varit med om att bilda redan 1919, United Artists, och gjorde från och med nu enbart längre filmer. Hans första film för United Artists blev En kvinna i Paris (A Woman of Paris) som hade världspremiär i oktober 1923. Det var en för Chaplin väldigt otypisk film i betydelsen att filmen var ett rent melodrama och den manliga huvudrollen spelades av Adolphe Menjou medan Chaplin själv endast hade en cameoroll. Filmen fick god kritik men den större publiken lär inte ha uppskattat filmen, troligen därför att Chaplin var frånvarande som skådespelare. I sin nästa film, Guldfeber (The Gold Rush), med premiär i juni 1925, hade han dock hittat tillbaka till sin figur luffaren och Guldfeber blev en stor succé både ekonomiskt och hos kritikerna. Den sista film Chaplin gjorde under stumfilmstiden blev Cirkus (The Circus) som hade premiär i januari 1928. Cirkus hade producerats under Chaplins problematiska skilsmässa från sin andra hustru Lita Grey, vilket hade varit en svår tid för Chaplin. Filmen blev dock även den en stor succé. För filmen tilldelades han ett hederspris av den Amerikanska filmakademien under den första Oscarsutdelningen 1929.

### Ljudfilmens ankomst
Få månader innan Cirkus fick premiär visades även världens första riktigt lyckade ljudfilm: The Jazz Singer (1927) med Al Jolson i huvudrollen. Under de följande två åren stod det klart att ljudfilmen skulle komma att helt och hållet ersätta stumfilmen och 1929 producerades de sista riktiga stumfilmerna i Hollywood. Detta hindrade dock inte Chaplin från att påbörja en ny film som egentligen var stum, fast med ett påsatt musikspår komponerat av Chaplin och med vissa ljudeffekter. Filmen blev Stadens ljus (City Lights) och hade premiär i januari 1931. Precis som Chaplins tidigare filmer blev Stadens ljus en stor succé både hos publiken och kritikerna, vilket förvånade många eftersom "stumfilm" år 1931 ansågs tillhöra forntiden. Efter filmens premiär åkte Chaplin iväg på en resa jorden runt och arbetade inte i någon väsentlig grad på ett par år. I sin självbiografi skriver han att han vid det här läget övervägde att pensionera sig och flytta permanent till Kina. Så blev det dock inte. Hösten 1933 påbörjade han arbetet på sin nästa film, den här gången med sin blivande tredje hustru Paulette Goddard i den kvinnliga huvudrollen. Denna film blev slutligen Moderna tider (Modern Times) som hade premiär i februari 1936. Även denna film blev en i grunden stum film, fast den hade precis som Stadens ljus ett påsatt musikspår av Chaplin och ljudeffekter men även en del tal- och sångsekvenser. Mot filmens slut kunde den stora publiken höra Chaplins röst för första gången när han som luffaren framförde en nonsens-sång. I filmen skildrade Chaplin på komiskt vis tillståndet i USA under Den stora depressionen och filmen anses gärna vara hans första med tydliga politiska undertoner. Enligt Charles J. Malands bok Chaplin and American Culture (Princeton, 1989) gjorde inte Moderna tider lika stor succé hos kritiker och publiken som Chaplins tidigare långfilmer, fast den har i efterhand fått klassikerstatus precis som de tidigare filmerna.
Moderna tider blev den sista film Chaplin gjorde som i grunden var en stumfilm och den betraktas också gärna som den lille luffarens avsked.

### Diktatorn

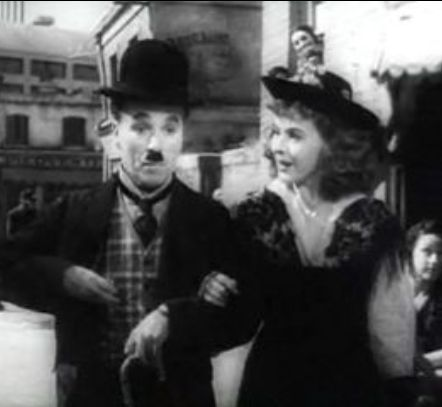
Charlie Chaplin och Paulette Goddard i Diktatorn.

Chaplins första riktiga ljudfilm, Diktatorn (The Great Dictator) (1940), gjordes som ett öppet motstånd mot Adolf Hitler (som var fyra dagar yngre än Chaplin) och nazismen. Den påbörjades 1938 och hade premiär i USA i oktober 1940, det vill säga ett år innan landet gick med i andra världskriget. På den tiden ansågs det modigt att göra filmen, både för förlöjligandet av Hitler och för skildringen av de judiska figurerna samt beskrivningen av förföljelsen av dem. Chaplin spelade både rollen som diktatorn, baserad på Hitler, och som en judisk barberare (som var lik luffaren till utseendet). Filmen gjordes innan USA gick med i andra världskriget och innan man riktigt förstod hur grova och omfattande nazisternas brott var. Enligt Chaplin hade han aldrig kunnat skämta så om nazisterna om han hade vetat sanningen.
Filmen totalförbjöds i Nazityskland och hade inte premiär i Sverige förrän 1945. Hitler ska själv ha sett filmen vid minst två tillfällen, enligt sin adjutant Reinhard Spitzy. Dock närvarade varken Spitzy eller någon annan som överlevde kriget vid dessa visningar så Hitlers reaktion är inte känd, även om Spitzy har sagt att han tror diktatorn skulle förmått att uppskatta humorn i filmen. Charlie Chaplin själv sa: "Jag skulle ge vad som helst för att få veta vad han tyckte om den".
Trots att Diktatorn totalförbjöds i många europeiska länder blev filmen Chaplins största ekonomiska succé som filmskapare enligt hans självbiografi.

### Senare filmer
Efter att Diktatorn färdigställts gick det flera år innan Chaplin gjorde sin nästa film, men Guldfeber fick 1942 nypremiär med påsatt musikspår och berättarröst av Chaplin och den blev en stor succé. I april 1947 hade Chaplin-filmen Monsieur Verdoux premiär. I den lämnade Chaplin fullständigt luffarkaraktären och han spelar en fransk seriemördare, som lever på att gifta sig med rika äldre kvinnor som han därefter tar livet av. Filmen blev dåligt mottagen av de flesta kritiker i USA och den stora publiken uteblev där. Filmen gick bättre i Europa, både hos kritikerna och publiken.
Fem år efter Monsieur Verdoux färdigställdes filmen Rampljus (Limelight) som hade premiär i oktober 1952. Rampljus är Chaplins mest tydliga självbiografiska film. Den utspelar sig i London under 1910-talet med Chaplin i rollen som den åldrande varietékomikern Calvero. I filmen spelar Buster Keaton rollen som Calveros partner. Filmen gjordes under en period när Chaplins privatliv gjort honom i stor utsträckning impopulär i USA och den fick begränsad visning där. Däremot blev filmen, precis som Monsieur Verdoux, en succé i stora delar av Europa.
Efter att Chaplin nekades inresevisum till USA efter ett Londonbesök 1952 och efter att han slagit sig ner i Schweiz fullföljde han ytterligare två filmer i England för bolaget British productions. En kung i New York (A King in New York) hade premiär i Europa i september 1957 och fick blandat mottagande. I filmen spelar Chaplin en tidigare monark som söker asyl i USA. Chaplins sista film: Grevinnan från Hongkong (A Countess From Hong Kong) gjordes nästan tio år senare och fick premiär i januari 1967. I Grevinnan från Hongkong spelade Marlon Brando och Sophia Loren huvudrollerna medan Chaplin medverkade i en liten roll som en betjänt på en färja där filmen utspelar sig. Grevinnan från Hongkong blev som den enda film i Chaplins karriär totalt sågad av de flesta kritiker när den släpptes. Enligt boken My Life in Pictures, utgiven 1974, hade Chaplin planer på att göra en film till som hade arbetsnamnet The Freak, men projektet färdigställdes aldrig.

### Oscar
Chaplin belönades med två heders-Oscar. När den första Oscarsstatyetten delades ut den 16 maj 1929 granskades inte rösterna lika noga som idag och kategorierna fungerade inte särskilt bra. Chaplin blev från början nominerad till både Bästa skådespelare och Bästa komediregissör för filmen The Circus men hans namn blev borttaget från de nomineringarna och han fick istället ett specialpris för "versatility and genius in acting, writing, directing and producing The Circus". Chaplin fick sitt andra hederspris 44 år senare, 1972, vilket tilldelades honom för "the incalculable effect he has had in making motion pictures the art form of this century". När han tog emot priset på Oscargalan fick han den längsta stående ovationen i Oscars historia, hela fem minuter lång. Chaplin blev nominerad till Bästa film, Bästa skådespelare och Bästa originalmanus för Diktatorn men han fick inget av priserna. År 1947 blev han nominerad till Bästa originalmanus för filmen Monsieur Verdoux, men inte heller här fick han priset. År 1973 fick han en Oscar för Bästa originalmusik för den då tjugo år gamla filmen Rampljus (1952). Rampljus hade inte visats i Los Angeles före 1973, detta på grund av Chaplins politiska problem i USA i början av 1950-talet, och det ansågs därför som giltigt att tilldela den en Oscar 1973, enligt reglerna i Academy Awards på den tiden, fast filmen var tjugo år gammal.

### Privatliv
Chaplin gifte sig första gången i oktober 1918 med Mildred Harris. Parets enda barn, sonen Norman Spencer, dog som spädbarn i juli 1919 och de skildes 1921. I november 1924 gifte han sig med Lita Grey och de fick sönerna Charles Spencer Chaplin Jr. (1925–1968) och Sydney Earl Chaplin (1926–2009). De skildes 1927 efter en omfattande och problematisk rättegång som fick stor uppmärksamhet i pressen. I juni 1936 gifte sig Chaplin med skådespelerskan Paulette Goddard; de skilde sig 1942 och fick aldrig några barn. I juni 1943 gifte sig Chaplin för fjärde och sista gången, med Oona O'Neill, dotter till dramatikern Eugene O'Neill. De förblev gifta till Chaplins död och fick åtta barn: Geraldine (f. 1944), Michael (f. 1946), Josephine (f. 1949), Victoria (f. 1951), Eugene (f. 1953), Jane (f. 1957), Annette-Emilie (f. 1959) och Christopher Chaplin (f. 1962).
Under sina första år i USA lär Chaplin ha bott på olika hotell. I början av 1920-talet lät han bygga ett hus i Beverly Hills där han bodde fram till 1952. Efter en resa till London i september 1952 nekades han sedan inresa till USA om han inte gick med på att utfrågas av kommittén House of Un-American Activities om sina politiska åsikter. Han hade sedan 1940-talet misstänkts för att sympatisera med kommunismen vilket gjorde honom impopulär hos många under tiden när häxjakten med senator Joseph McCarthy i spetsen pågick som mest. Chaplin vägrade dock att delta och slog sig i stället ner i Schweiz där han levde med sin familj fram till sin död. Chaplins påstådda kommunistsympatier har starkt ifrågasatts i efterhand. Han förnekade själv att han skulle vara kommunist och han var aldrig medlem i något kommunistiskt parti.

### Chaplin i Sverige - hans filmer och besöket
Chaplins filmer var oerhört populära i Sverige under 1910- och 1920-talet. Enligt Uno Asplunds bok Chaplin i Sverige (Proprius Förlag, 1971) visades Chaplinfilmer för första gången i Sverige i augusti 1915, det vill säga ett och ett halvt år efter hans debut i USA: 23 augusti visades filmen The Champion (1915) på Metropol i Göteborg och den 30 augusti visades His New Job (1915) på London i Stockholm. Båda filmerna var kortfilmer som Chaplin gjort för Essanay-bolaget. Därefter visades Chaplinfilmer mer eller mindre på löpande band i Sverige under de följande 15–20 åren. Vissa av Chaplins tidiga filmer utsattes dock för den mycket stränga filmcensur som rådde i Sverige under mellankrigstiden. Filmerna A Night Out och A Woman (båda 1915) totalförbjöds under flera år. Censuren retade sig särskilt på scener som skämtade med äktenskapsbrott eller alkoholmissbruk enligt Asplunds bok.
Den 1 november 1964 anlände Chaplin i egen hög person till Arlanda för ett tvådagarsbesök i syfte att marknadsföra sina nyutkomna memoarer. Med honom följde hustrun Oona och dottern Josephine.

### Utmärkelser
Den 4 mars 1975 blev Charlie Chaplin av Drottning Elizabeth II tilldelad Kommendör av 1:a klass av Brittiska Imperieorden (KBE). Redan 1931 var han föreslagen till denna utmärkelse och åter igen 1956 men dessa förslag blev nedröstade.
Asteroiden 3623 Chaplin är uppkallad efter honom.

### Död

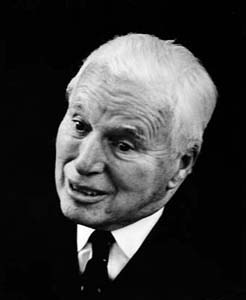
Charlie Chaplin 1965.

Chaplin avled i sömnen, 88 år gammal, på juldagen 1977 i Vevey i Schweiz och begravdes på kyrkogården i Corsier-sur-Vevey, Vaud. Den 1 mars 1978 blev hans kropp stulen av en liten grupp polska och bulgariska mekaniker i ett försök att pressa hans familj på pengar. Försöket misslyckades, förövarna blev infångade och kroppen återfanns elva veckor senare vid Genèvesjön.

## Media
- The Bond of Friendship
 Klipp ur stumfilmen The Bond (1918).
- The Marriage Bond
 Klipp ur stumfilmen The Bond (1918).
- U.S. Liberty Bonds
 Klipp ur stumfilmen The Bond (1918).

## Filmografi i urval

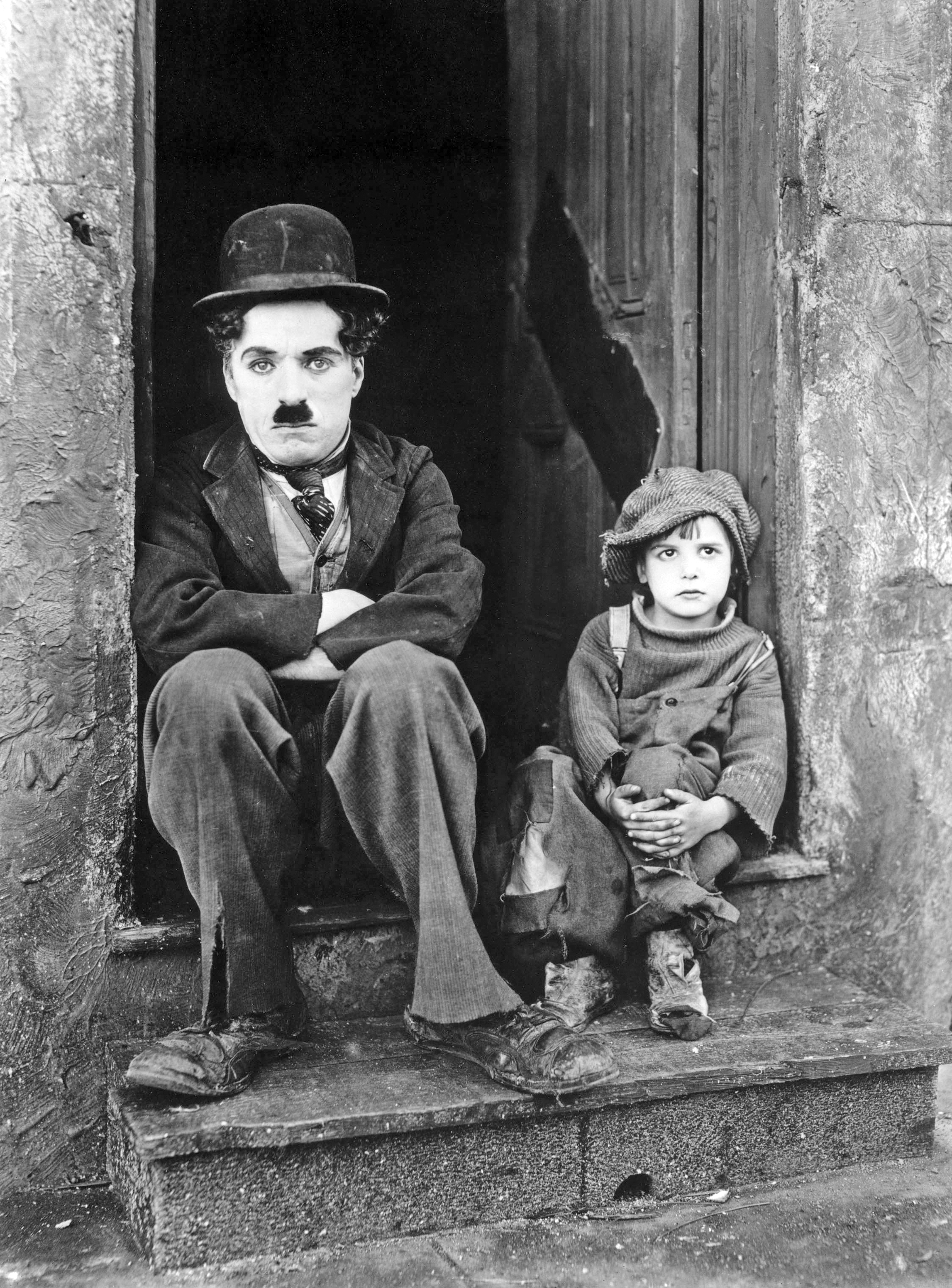
Charlie Chaplin och Jackie Coogan i Chaplins pojke (1921).

### Stumfilmer (kortfilmer)
- Charlie som landstrykare (The Tramp) (1915)
- Butikschefen (The Floorwalker) (1916)
- Brandsoldaten (The Fireman) (1916)
- Vagabonden (The Vagabond) (1916)
- Klockan ett på natten (One A.M.) (1916)
- Greven (The Count) (1916)
- Pantbanken (The Pawnshop) (1916)
- Bakom kulisserna (Behind the Screen) (1916)
- Chaplin på rullskridskor (The Rink) (1916)
- Lugna gatan (Easy Street) (1917)
- Hälsobrunnen (The Cure) (1917)
- Emigranten (The Immigrant) (1917)
- Äventyraren (The Adventurer) (1917)
- Ett hundliv (A Dog's Life) (1918)
- På axel gevär (Shoulder Arms) (1918)
- På solsidan (Sunnyside) (1919)
- Chaplin som gentlemannachaufför (A Day's Pleasure) (1919)
- The Professor (aldrig färdiggjord) (1919)
- Fåfäng gå (The Idle Class) (1921)
- Charlie som toffelhjälte (Pay Day) (1922)
- Ulv i fårakläder (The Pilgrim) (1923)

### Stumfilmer (långfilmer)
- Chaplins pojke (The Kid) (1921)
- En kvinna i Paris (A Woman of Paris) (1923)
- Guldfeber (The Gold Rush) (1925)
- Cirkus (The Circus) (1928)
- Stadens ljus (City Lights) (1931) (vissa ljudeffekter används)
- Moderna tider (Modern Times) (1936) (huvudsakligen stumfilm, med vissa tal- och sångsekvenser)

### Ljudfilmer

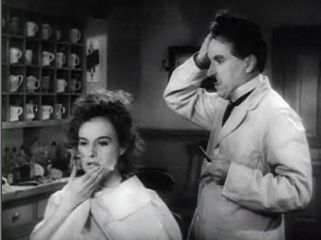
Paulette Goddard och Charlie Chaplin i Diktatorn (1940).

- Diktatorn (The Great Dictator) (1940)
- Monsieur Verdoux (Monsieur Verdoux) (1947)
- Rampljus (Limelight) (1952)
- En kung i New York (A King in New York) (1957)
- Grevinnan från Hongkong (A Countess from Hong Kong) (1967)